# Найхен
Найхен (нем. Neichen) — община в Германии, в земле Рейнланд-Пфальц. 
Входит в состав района Вульканайфель. Подчиняется управлению Кельберг.  Население составляет 143 человека (на 31 декабря 2010 года). Занимает площадь 2,95 км².